# قوس انعكاسية

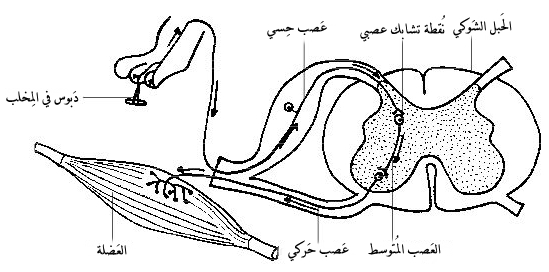
قوسٌ انعكاسية

قوسٌ انعكاسية (بالإنجليزية: Reflex arc)‏ هو مسارٌ عصبيٌ يتحكم في المنعكس. في الفقاريات، لا تمر معظم العصبونات الحسيَّة مباشرةً إلى الدماغ، ولكنها تتشابك في الحبل الشوكي. وهذا يسمح بحدوث إجراءات منعكسة أسرع عن طريق تنشيط العصبونات الحركيَّة دون تأخير توجيه الإشارات عبر الدماغ. سيتلقى الدماغ المدخلات أثناء تنفيذ المنعكس وتُحلل الإشارة بعد الإجراء المنعكس.

## العناصر
تتكون القوس الانعكاسية من خمسة عناصر أساسية:
1. المستقبلات: تتعرض للتحفيز الأولي وتطرأ عليها التغييرات ثُم تقوم بتوليد السيال العصبي.
2. أعصاب حسية واردة: تقوم بنقل السيالة العصبية من المُستقبلات إلى الجهاز العصبي المركزي.
3. المركز العصبي: يتواجد في الجهاز العصبي المركزي، ويحتوي على واحدة أو أكثر من المشابك العصبيَّة، وقد يتم تضمين العصبونات المتوسطة في هذا المسار.
4. أعصاب حركية صادرة: تقوم بنقل السيالة العصبية من الجهاز العصبي المركزي إلى الأعضاء الاستجابية.
5. الأعضاء الاستجابية: تقوم بأداء وظيفتها المنشودة.